# Adana Demirspor Kulübü
L'Adana Demirspor Kulübü, noto come Adana Demirspor, è una società calcistica con sede ad Adana, in Turchia. Milita in Süper Lig, la massima serie del campionato turco di calcio.
Fondato nel 1940, il club gioca le partite in casa allo stadio nuovo di Adana, inaugurato nel febbraio 2021. In precedenza era di scena allo stadio 5 gennaio-Fatih Terim. I colori sociali sono il blu e l'azzurro. Vive un'accesa rivalità con l'altro club cittadino, l'Adanaspor, fondato nel 1954, con cui disputa il derby di Adana.

## Storia
La fondazione dell'Adana Demirspor risale ufficiosamente al 1938 per opera di Eşref Demirağ, Vasfı Ramzan, Hasan Silah, Hikmet Tezel, Feridun Kuzeybay, Seha Keyder, Emin Ersan, Esat Gürkan e Kenan Gülgün, che facevano parte delle Ferrovie Statali della Repubblica Turca (TCDD). Il club fu fondato ufficialmente il 28 dicembre 1940 con l'aiuto di oltre cinquecento dipendenti delle TCDD.
Il club si iscrisse al campionato regionale di Adana insieme ad altri club della Cilicia: Mersin İdman Yurdu, Tarsus İdman Yurdu, Torosspor, Seyhanspor e Milli Mensucat. L'Adana Demirspor vinse il campionato per 15 volte, un record, tra il 1942 e il 1959, oltre ad aggiudicarsi un campionato turco dilettantistico nel 1954 contro l'Hacettepe. La partita finì 1-0, con Selami Tekkazancı autore dell'unico gol.
Prima del 1959 la Turchia non aveva un campionato professionistico nazionale. Le squadre gareggiavano, infatti, in campionati dilettantistici regionali in città come Adana, Ankara, Eskişehir, Smirne, Kayseri e Trebisonda. La Milli Lig, nota oggi come Süper Lig, fu creata nel 1959. Il campionato era composto da otto club di Istanbul e quattro club ciascuno di Ankara e Smirne. Quando l'Adana Demirspor si unì alla Milli Lig (letteralmente "lega nazionale", cioè la massima divisione del campionato turco) nel 1960, divenne il primo club al di fuori delle tre principali città calcistiche a competere nel massimo torneo nazionale. La permanenza del club in prima divisione non fu, tuttavia, lunga: a causa dell'ultimo posto in stagione, il club, costretto a disputare gli incontri casalinghi ad Ankara, retrocesse nella divisione regionale, dove militò fino al 1963. All'inizio della stagione 1963-1964 fu creata la TFF 2. Lig, che all'epoca era la denominazione usata per la seconda divisione. L'Adana Demirspor fu autorizzato a competere in questo campionato e si classificò secondo nella prima stagione del neonato torneo. Dopo nove anni di militanza nella categoria, nel 1976 riuscì a ottenere la promozione in massima serie, all'epoca denominata TFF 1. Lig, per la prima volta dalla stagione 1960-1961. Il salto di categoria fu garantito grazie alla vittoria contro l'Uşakspor per 2-0, con gol di Fatih Terim e Bektaş Yurttasın.
L'Adana Demirspor raggiunse la finale della Coppa di Turchia nel 1977-1978. All'epoca la finale si giocava nell'arco di due incontri. Il club di Adana perse la prima partita per 3-0 e non fu in grado di rimontare nella gara di ritorno, pareggiando per 0-0 contro il Trabzonspor. Quell'anno l'Adana Demirspor incontrò il Trabzonspor in un'altra finale di coppa, nella Coppa del Presidente, e anche in quel caso perse, per 2-1. La militanza del club di Adana in massima divisione durò sino al 1984 e raggiunse l'apice quando la squadra chiuse al sesto posto la stagione 1981-1982. Da allora il Demirspor non è riuscita a eguagliare questo traguardo.
Tra la metà degli anni '80 e la metà degli anni '90 la squadra oscillò tra prima e seconda divisione, fino all'annata 1994-1995, giocata nel massimo campionato. In quest'ultima stagione l'Adana Demirspor ottenne solo 15 punti, il punteggio più basso di sempre per un club della massima serie turca, ma fu nel 1999 che la squadra toccò il punto più basso, retrocedendo in terza serie, denominata, prima della stagione 2001-2002, TFF 3. Lig. 
Il club trascorse tre anni in terza serie prima di guadagnare, nel 2002, la promozione nella seconda serie, la nuova TFF 1. Lig, dizione assunta in precedenza dalla prima serie (contestualmente con il termine TFF 2. Lig si passò a indicare la terza serie). Dal 2000 al 2003 si segnalò in squadra il bomber Taner Demirbaş, autore di 84 reti in campionato in un triennio. Nel 2004 il club cadde nuovamente in terza serie, la 2. Lig, dove rimase fino al 2012, anno in cui tornò in seconda categoria, la 1. Lig, vincendo gli spareggi. 
Nel 2020-2021 la squadra, vincendo il campionato cadetto, ottenne, sotto la guida dell'allenatore Samet Aybaba, la promozione Süper Lig, dove tornò dopo ventisei anni. La stagione 2021-2022 vide l'esonero precoce di Aybaba, sostituito dopo cinque giornate di campionato da Vincenzo Montella, il quale, grazie anche alla ritrovata vena realizzativa del connazionale Mario Balotelli, stella dell'attacco, riuscì a conseguire il nono posto finale. Nel 2022-2023 l'Adana Demirspor migliorò il piazzamento, ottenendo il quarto posto, qualificandosi così per la prima volta alle coppe europee. 
Fu Patrick Kluivert a raccogliere il testimone del tecnico italiano: in Conference League la squadra superò i primi due turni, ma uscì nel turno di play-off, ai rigori contro i belgi del Genk, ma la stagione 2023-2024 prese ben presto una piega negativa, tanto che nel dicembre 2023 Kluviert fu esonerato. Parallelamente alla crisi tecnica, vi fu un peggioramento delle condizioni finanziarie del club, al punto che la FIFA inflisse al club un bando valido per tre sessioni di calciomercato. Partiti molti calciatori durante il calciomercato del gennaio 2024, la compagine di Adana, affidata dal nuovo anno al tecnico Hikmet Karaman, condusse in porto una travagliata stagione, segnata da numerose contestazioni al presidente Murat Sancak, con il dodicesimo posto finale.

## Organico

### Rosa 2024-2025
| N. |                               | Ruolo | Calciatore        |
| -- | ----------------------------- | ----- | ----------------- |
| 4  | Germania (bandiera)           | D     | Semih Güler       |
| 5  | Guadalupa (bandiera)          | D     | Andreaw Gravillon |
| 7  | Turchia (bandiera)            | A     | Yusuf Sarı        |
| 8  | Turchia (bandiera)            | C     | Emre Akbaba       |
| 10 | Francia (bandiera)            | C     | Nabil Alioui      |
| 11 | Turchia (bandiera)            | A     | Yusuf Barası      |
| 15 | Macedonia del Nord (bandiera) | D     | Jovan Manev       |
| 16 | Turchia (bandiera)            | C     | İzzet Çelik       |
| 17 | Kazakistan (bandiera)         | A     | Abat Aýımbetov    |
| 21 | Turchia (bandiera)            | D     | Bünyamin Balat    |
| 22 | Turchia (bandiera)            | C     | Aksel Aktaş       |
| 23 | Turchia (bandiera)            | D     | Abdulsamet Burak  |
| 24 | Turchia (bandiera)            | D     | Burhan Ersoy      |

| N. |                     | Ruolo | Calciatore           |
| -- | ------------------- | ----- | -------------------- |
| 25 | Turchia (bandiera)  | P     | Murat Eser           |
| 27 | Turchia (bandiera)  | P     | Deniz Dönmezer       |
| 28 | Turchia (bandiera)  | C     | Salih Kavrazlı       |
| 29 | Svizzera (bandiera) | C     | Florent Shehu        |
| 39 | Turchia (bandiera)  | P     | Vedat Karakuş        |
| 55 | Turchia (bandiera)  | C     | Tolga Kalender       |
| 58 | Angola (bandiera)   | C     | Maestro              |
| 60 | Turchia (bandiera)  | A     | Ozan Demirbağ        |
| 77 | Tunisia (bandiera)  | D     | Mootaz Nourani       |
| 80 | Turchia (bandiera)  | C     | Ali Yavuz Kol        |
| 91 | Turchia (bandiera)  | D     | Kadir Karayiğit      |
| 93 | Francia (bandiera)  | A     | Breyton Dylan Fougeu |
| 99 | Albania (bandiera)  | D     | Arda Okan Kurtulan   |

### Rosa 2022-2023
| N. |                                 | Ruolo | Calciatore          |
| -- | ------------------------------- | ----- | ------------------- |
| 3  | Turchia (bandiera)              | D     | Abdurrahim Dursun   |
| 4  | Germania (bandiera)             | D     | Semih Güler         |
| 5  | Guadalupa (bandiera)            | D     | Andreaw Gravillon   |
| 6  | Turchia (bandiera)              | C     | Mustafa Kapı        |
| 10 | Marocco (bandiera)              | C     | Younès Belhanda     |
| 11 | Nigeria (bandiera)              | A     | David Akintola      |
| 15 | Macedonia del Nord (bandiera)   | D     | Jovan Manev         |
| 16 | Turchia (bandiera)              | D     | Ismail Cokcalis     |
| 17 | Senegal (bandiera)              | C     | Badou Ndiaye        |
| 18 | Bosnia ed Erzegovina (bandiera) | P     | Goran Karaćić       |
| 20 | Turchia (bandiera)              | C     | Emre Akbaba         |
| 21 | Macedonia del Nord (bandiera)   | C     | Arda Kurtulan       |
| 22 | Norvegia (bandiera)             | D     | Jonas Svensson      |
| 23 | Norvegia (bandiera)             | A     | Fredrik Gulbrandsen |
| 25 | Turchia (bandiera)              | P     | Ertaç Özbir         |

| N. |                           | Ruolo | Calciatore              |
| -- | ------------------------- | ----- | ----------------------- |
| 26 | Turchia (bandiera)        | C     | Yusuf Sarı              |
| 27 | Georgia (bandiera)        | A     | Giorgi Khabuliani       |
| 28 | Turchia (bandiera)        | D     | Salih Kavrazli          |
| 39 | Turchia (bandiera)        | P     | Vedat Karakuş           |
| 46 | Camerun (bandiera)        | C     | Samuel Nongoh           |
| 50 | Inghilterra (bandiera)    | C     | Erhun Öztümer           |
| 70 | Turchia (bandiera)        | A     | İsa Güler               |
| 77 | Portogallo (bandiera)     | D     | Kévin Rodrigues         |
| 88 | Svizzera (bandiera)       | C     | Gökhan Inler (capitano) |
| 90 | Francia (bandiera)        | C     | Benjamin Stambouli      |
| 91 | Costa d'Avorio (bandiera) | D     | Simon Deli              |
|    | Senegal (bandiera)        | A     | M'Baye Niang            |
|    | Portogallo (bandiera)     | A     | Nani (calciatore)       |
|    | Turchia (bandiera)        | C     | Yusuf Erdoğan           |
|    | Turchia (bandiera)        | C     | Furkan Soyalp           |

### Rosa 2021-2022
| N. |                         | Ruolo | Calciatore         |
| -- | ----------------------- | ----- | ------------------ |
| 2  | Turchia (bandiera)      | D     | Tayyib Sanuç       |
| 3  | Ucraina (bandiera)      | D     | Jaroslav Rakyc'kyj |
| 4  | Germania (bandiera)     | D     | Semih Güler        |
| 5  | Turchia (bandiera)      | D     | Samet Akaydin      |
| 7  | RD del Congo (bandiera) | A     | Britt Assombalonga |
| 9  | Russia (bandiera)       | A     | Artëm Dzjuba       |
| 10 | Marocco (bandiera)      | C     | Younès Belhanda    |
| 11 | Nigeria (bandiera)      | A     | David Akintola     |
| 17 | Turchia (bandiera)      | A     | Metehan Mimaroğlu  |
| 18 | Turchia (bandiera)      | C     | Mustafa Kapı       |
| 22 | Norvegia (bandiera)     | D     | Jonas Svensson     |
| 23 | Turchia (bandiera)      | A     | Yunus Akgün        |
| 30 | Turchia (bandiera)      | C     | Emrecan Uzun       |

| N. |                           | Ruolo | Calciatore              |
| -- | ------------------------- | ----- | ----------------------- |
| 39 | Turchia (bandiera)        | P     | Vedat Karakuş           |
| 44 | Senegal (bandiera)        | C     | Badou Ndiaye            |
| 50 | Inghilterra (bandiera)    | C     | Erhun Öztümer           |
| 59 | Francia (bandiera)        | A     | Loïc Rémy               |
| 66 | Turchia (bandiera)        | D     | İsmail Çokçalış         |
| 67 | Islanda (bandiera)        | C     | Birkir Bjarnason        |
| 68 | Turchia (bandiera)        | C     | Gökhan Töre             |
| 70 | Turchia (bandiera)        | A     | İsa Güler               |
| 88 | Svizzera (bandiera)       | C     | Gökhan Inler (capitano) |
| 90 | Francia (bandiera)        | C     | Benjamin Stambouli      |
| 91 | Costa d'Avorio (bandiera) | D     | Simon Deli              |
| 95 | Senegal (bandiera)        | D     | Joher Rassoul           |

## Rose degli anni precedenti

### Rosa 2019-2020
| N. |                         | Ruolo | Calciatore     |
| -- | ----------------------- | ----- | -------------- |
| 1  | Turchia (bandiera)      | P     | Caglar Akbaba  |
| 2  | Turchia (bandiera)      | D     | Tayyib Sanuç   |
| 3  | Turchia (bandiera)      | D     | Sezer Özmen    |
| 4  | Turchia (bandiera)      | D     | Adil Demirbağ  |
| 5  | Turchia (bandiera)      | C     | Galip Güzel    |
| 6  | Mali (bandiera)         | C     | Hamidou Traoré |
| 7  | Turchia (bandiera)      | A     | Berk Yildiz    |
| 8  | Turchia (bandiera)      | C     | Emre Nefiz     |
| 9  | Benin (bandiera)        | A     | Mickaël Poté   |
| 10 | Brasile (bandiera)      | C     | Anderson       |
| 11 | RD del Congo (bandiera) | A     | Hervé Kage     |
| 15 | Serbia (bandiera)       | D     | Milan Mitrović |
| 17 | Turchia (bandiera)      | D     | Hakan Bilgic   |
| 21 | Turchia (bandiera)      | C     | Murat Duruer   |
| 22 | Turchia (bandiera)      | D     | Orhan Taşdelen |

| N. |                    | Ruolo | Calciatore          |
| -- | ------------------ | ----- | ------------------- |
| 23 | Turchia (bandiera) | A     | Batuhan Karadeniz   |
| 29 | Turchia (bandiera) | A     | Mehmet Kaan Türkmen |
| 30 | Turchia (bandiera) | D     | Rüstü Hanli         |
| 32 | Turchia (bandiera) | C     | Murat Akın          |
| 35 | Turchia (bandiera) | D     | Batuhan Isciler     |
| 45 | Turchia (bandiera) | P     | Kurtulus Yurt       |
| 77 | Polonia (bandiera) | A     | Jakub Kosecki       |
| 80 | Turchia (bandiera) | C     | Mustafa Yilmaz      |
| 89 | Ucraina (bandiera) | C     | Serhij Politylo     |
| 99 | Turchia (bandiera) | P     | Ahmet Sabri Fener   |
|    | Turchia (bandiera) | P     | Nusret Can Körümdük |
|    | Turchia (bandiera) | C     | Erdal Öztürk        |
|    | Senegal (bandiera) | C     | Joher Rassoul       |
|    | Italia (bandiera)  | A     | Davide Lanzafame    |

### Rosa 2018-2019
| N. |                         | Ruolo | Calciatore     |
| -- | ----------------------- | ----- | -------------- |
| 1  | Turchia (bandiera)      | P     | Caglar Akbaba  |
| 2  | Turchia (bandiera)      | D     | Tayyib Sanuç   |
| 3  | Turchia (bandiera)      | D     | Sezer Özmen    |
| 4  | Turchia (bandiera)      | D     | Adil Demirbağ  |
| 5  | Turchia (bandiera)      | C     | Galip Güzel    |
| 6  | Mali (bandiera)         | C     | Hamidou Traoré |
| 7  | Turchia (bandiera)      | A     | Berk Yildiz    |
| 8  | Turchia (bandiera)      | C     | Emre Nefiz     |
| 9  | Benin (bandiera)        | A     | Mickaël Poté   |
| 10 | Brasile (bandiera)      | C     | Anderson       |
| 11 | RD del Congo (bandiera) | A     | Hervé Kage     |
| 15 | Serbia (bandiera)       | D     | Milan Mitrović |
| 17 | Turchia (bandiera)      | D     | Hakan Bilgic   |
| 21 | Turchia (bandiera)      | C     | Murat Duruer   |
| 22 | Turchia (bandiera)      | D     | Orhan Taşdelen |

| N. |                    | Ruolo | Calciatore          |
| -- | ------------------ | ----- | ------------------- |
| 23 | Turchia (bandiera) | A     | Batuhan Karadeniz   |
| 29 | Turchia (bandiera) | A     | Mehmet Kaan Türkmen |
| 30 | Turchia (bandiera) | D     | Rüstü Hanli         |
| 32 | Turchia (bandiera) | C     | Murat Akın          |
| 35 | Turchia (bandiera) | D     | Batuhan Isciler     |
| 45 | Turchia (bandiera) | P     | Kurtulus Yurt       |
| 77 | Polonia (bandiera) | A     | Jakub Kosecki       |
| 80 | Turchia (bandiera) | C     | Mustafa Yilmaz      |
| 89 | Ucraina (bandiera) | C     | Serhij Politylo     |
| 99 | Turchia (bandiera) | P     | Ahmet Sabri Fener   |
|    | Turchia (bandiera) | P     | Nusret Can Körümdük |
|    | Turchia (bandiera) | C     | Erdal Öztürk        |
|    | Senegal (bandiera) | C     | Joher Rassoul       |
|    | Italia (bandiera)  | A     | Davide Lanzafame    |

### Rosa 2017-2018
| N. |                       | Ruolo | Calciatore      |
| -- | --------------------- | ----- | --------------- |
| 1  | Turchia (bandiera)    | P     | Mert Akyüz      |
| 2  | Turchia (bandiera)    | D     | Göksu Alhas     |
| 3  | Turchia (bandiera)    | D     | Gökçek Vederson |
| 5  | Turchia (bandiera)    | C     | Servan Tastan   |
| 6  | Turchia (bandiera)    | C     | Mehmet Taş      |
| 7  | Turchia (bandiera)    | D     | Tufan Kelleci   |
| 8  | Turchia (bandiera)    | C     | Mustafa Durak   |
| 9  | Benin (bandiera)      | A     | Mickaël Poté    |
| 10 | Turchia (bandiera)    | C     | Sercan Kaya     |
| 11 | Brasile (bandiera)    | A     | Waldison        |
| 15 | Turchia (bandiera)    | P     | Emrullah Salk   |
| 16 | Turchia (bandiera)    | C     | Ozan İpek       |
| 18 | Montenegro (bandiera) | C     | Petar Grbić     |

| N. |                    | Ruolo | Calciatore          |
| -- | ------------------ | ----- | ------------------- |
| 19 | Turchia (bandiera) | D     | Onur Akbay          |
| 20 | Francia (bandiera) | C     | Khaled Kharroubi    |
| 25 | Turchia (bandiera) | P     | Ahmet Can Bagirkan  |
| 30 | Turchia (bandiera) | D     | Oguzhan Berber      |
| 32 | Serbia (bandiera)  | D     | Nikola Raspopović   |
| 40 | Ghana (bandiera)   | C     | Seidu Salifu        |
| 41 | Turchia (bandiera) | C     | Berkay Samanci      |
| 77 | Turchia (bandiera) | D     | Serkan Yanik        |
|    | Turchia (bandiera) | P     | Fevzi Elmas         |
|    | Turchia (bandiera) | D     | Ahmet Burak Solakel |
|    | Svezia (bandiera)  | D     | Mahmut Özen         |
|    | Turchia (bandiera) | C     | Mahsun Aksoy        |
|    | Brasile (bandiera) | A     | Gegê                |

### Rosa 2016-2017
| N. |                       | Ruolo | Calciatore      |
| -- | --------------------- | ----- | --------------- |
| 1  | Turchia (bandiera)    | P     | Zülküf Özer     |
| 2  | Turchia (bandiera)    | D     | Göksu Alhas     |
| 3  | Turchia (bandiera)    | D     | Gökçek Vederson |
| 5  | Turchia (bandiera)    | C     | Servan Tastan   |
| 6  | Turchia (bandiera)    | C     | Mehmet Taş      |
| 7  | Turchia (bandiera)    | D     | Tufan Kelleci   |
| 8  | Turchia (bandiera)    | C     | Mustafa Durak   |
| 9  | Benin (bandiera)      | A     | Mickaël Poté    |
| 10 | Turchia (bandiera)    | C     | Sercan Kaya     |
| 11 | Brasile (bandiera)    | A     | Waldison        |
| 15 | Turchia (bandiera)    | P     | Emrullah Salk   |
| 16 | Turchia (bandiera)    | C     | Ozan İpek       |
| 18 | Montenegro (bandiera) | C     | Petar Grbić     |

| N. |                    | Ruolo | Calciatore          |
| -- | ------------------ | ----- | ------------------- |
| 19 | Turchia (bandiera) | D     | Onur Akbay          |
| 20 | Francia (bandiera) | C     | Khaled Kharroubi    |
| 25 | Turchia (bandiera) | P     | Ahmet Can Bagirkan  |
| 30 | Turchia (bandiera) | D     | Oguzhan Berber      |
| 32 | Serbia (bandiera)  | D     | Nikola Raspopović   |
| 40 | Ghana (bandiera)   | C     | Seidu Salifu        |
| 41 | Turchia (bandiera) | C     | Berkay Samanci      |
| 77 | Turchia (bandiera) | D     | Serkan Yanik        |
|    | Turchia (bandiera) | P     | Fevzi Elmas         |
|    | Turchia (bandiera) | D     | Ahmet Burak Solakel |
|    | Svezia (bandiera)  | D     | Mahmut Özen         |
|    | Turchia (bandiera) | C     | Mahsun Aksoy        |

## Palmarès

### Competizioni nazionali
- TFF 1. Lig: 1

2020-2021

- TFF 3. Lig: 1

2000-2001

### Altri piazzamenti
- TFF 1. Lig:

Terzo posto: 2019-2020
- TFF 2. Lig:

Terzo posto: 2011-2012 (girone Rosso)
Vittoria play-off: 2001-2002
- Coppa di Turchia:

Finalista: 1977-1978
Semifinalista: 1979-1980